# Kanton Montauban-2
Kanton Montauban-2 is een kanton van het Franse departement Tarn-et-Garonne. Kanton Montauban-2 maakt deel uit van het arrondissement Montauban en telde 20.068 inwoners in 2020.

## Gemeenten
Het kanton Montauban-2 omvat enkel een deel van de gemeenten Montauban.
Bij de herindeling van de kantons door het decreet van 27 februari 2014, met uitwerking op 22 maart 2015, werden de grenzen van het kanton binnen de gemeente aangepast. Het omvat nu een noordoostelijk deel van de gemeente.